# Temarrick Hemingway
Temarrick Hemingway (Loris, 30 luglio 1993) è un giocatore di football americano statunitense che milita nel ruolo di tight end per i Carolina Panthers della National Football League (NFL).

## Biografia

### Los Angeles Rams
Dopo avere giocato al college a football alla South Carolina State University, Hemingway fu scelto nel corso del seato giro (177º assoluto) del Draft NFL 2016 dai Los Angeles Rams. Debuttò come professionista subentrando nella gara del secondo turno contro i Seattle Seahawks.

## Statistiche
| Partite totali      | 6 |
| Partite da titolare | 0 |
| Ricezioni           | 0 |
| Yard ricevute       | 0 |
| Touchdown           | 0 |